# Вергунівська волость
Вергунівська волость — історична адміністративно-територіальна одиниця Черкаського повіту Київської губернії з центром у селі Вергуни.
Станом на 1886 рік складалася з 6 поселень, 6 сільських громад. Населення — 9118 осіб (4521 чоловічої статі та 4597 — жіночої), 891 дворове господарство.
|                     | Площа, десятин | У тому числі орної, десятин |
| ------------------- | -------------- | --------------------------- |
| Сільських громад    | 8830           | 5629                        |
| Приватної власності | 209            | 130                         |
| Надільної власності | 4127           | —                           |
| Іншої власності     | 294            | 200                         |
| Загалом             | 13460          | 5959                        |

Поселення волості:
- Вергуни (Дрощинка, Кумейка, Хорьківка) — колишнє державне село за 15 верст від повітового міста, 2310 осіб, 224 двори, православна церква, школа, 2 постоялих будинки, лавка, 14 вітряних млинів.
- Бозукове — колишнє власницьке село, 759 осіб, 87 дворів, православна церква, школа, постоялий будинок, 3 вітряних млини.
- Думанці (Забираївка, Кононівка) — колишнє державне село, 1109 осіб, 117 дворів, православна церква, школа, 5 вітряних млинів.
- Нечаївка (Копцівка, Хутори) — колишнє державне село, 1260 осіб, 122 двори, православна церква, школа, постоялий будинок, 6 вітряних млинів.
- Степанки — колишнє державне село при озері Рудка, 1574 особи, 160 дворів, православна церква, школа, 3 постоялих будинки, 13 вітряних млинів.
- Чорнявка — колишнє державне село при річці Тясмин, 2038 особи, 181 двір, православна церква, школа, постоялий будинок, 9 вітряних млинів.

Старшинами волості були:
- 1909 року — Семен Черепаха[2];
- 1910 року — Олександр Іванович Негода[3];
- 1912 року — Іван Кузьмович Бутенко[4];
- 1913—1915 роках — Іов Андрійович Шамрай[5],[6].